# Литературна награда на провинция Щирия
„Литературната награда на провинция Щирия“ (на немски: Literaturpreis des Landes Steiermark) е учредена през 1972 г.
От 2002 да 2004 г. отличието се присъжда на всеки две години, а от 2004 – на три години.
Наградата е в размер на 12 000 €.

## Носители на наградата (подбор)
- Петер Хандке (1972)
- Барбара Фришмут (1973)
- Герхард Рот (1975)
- Алфред Колерич (1976)
- Дорис Мюрингер (1985)
- Елфриде Йелинек (1987)
- Мариане Фриц (1988)
- Франц Инерхофер (1993)
- Ханс Карл Артман (1998)
- Петер Турини (1999)
- Михаел Шаранг (2000)
- Франц Йозеф Чернин (2004)
- Клеменс Й. Зец (2017)